# Alan Bersten
Alan Bersten (Minnetonka, Minesota, 26 de mayo de 1994) es un bailarín de salón y coreógrafo estadounidense. Es más conocido por haber sido uno de los participantes de la décima temporada de So You Think You Can Dance de FOX y por ser uno de los bailarines profesionales de Dancing with the Stars de ABC.

## Primeros años
Bersten nació y creció en Minnesota como el más joven de tres hermanos, aunque su familia es originaria de Rusia. Comenzó a bailar a los 7 años realizando varios estilos. Su hermano, Gene Bersten, le enseñó a bailar. Su estilo diverso lo llevó a ganar varios títulos. Alan se graduó de la Preparatoria Hopkins y luego asistió a la Universidad de Minnesota.

## Carrera

### So You Think You Can Dance
Bersten fue un concursante en la temporada 10 de So You Think You Can Dance, audicionando con su hermano Gene, quien no logró entrar. Él fue emparejado inicialmente con la bailarina contemporánea Jasmine Mason. Bersten llegó al top 12, siendo su especialidad los bailes de salón. Fue eliminado el 6 de agosto de 2013 junto a Makenzie Dustman.

### Dancing with the Stars
Bersten ingresó al programa en la temporada 20 como miembro del cuerpo de baile por varias temporadas consecutivas, haciendo algunas apariciones como reemplazo de un bailarín profesional de las celebridades. Durante la segunda semana de la temporada 22 bailó con Paige VanZant, ya que Mark Ballas sufrió una lesión en la espalda durante los ensayos; mientras que en la temporada 24 bailó con Heather Morris durante cuatro semanas debido a la lesión de Maksim Chmerkovskiy. En 2017, Bersten fue ascendido a bailarín profesional para la temporada 25 en la que fue emparejado con la cantautora y actriz Debbie Gibson, siendo la segunda pareja eliminada y quedando en el duodécimo puesto. Sin embargo, Alan regresó en la tercera semana para bailar con Vanessa Lachey debido a que su pareja de baile, Maksim Chmerkovskiy, estaba lidiando con problemas personales.
En 2018, tuvo como pareja para la temporada 26 a la patinadora olímpica Mirai Nagasu, con quien fue eliminado en la tercera semana de competencia en una triple eliminación y terminando en el cuarto puesto. En la temporada 27 fue emparejado con la modelo y personalidad de redes sociales Alexis Ren, con quien logró llegar a la final y ubicarse en el cuarto puesto. Ese mismo año, Bersten formó parte de la serie derivada Dancing with the Stars: Juniors, donde fue el mentor de la skater profesional Sky Brown y el bailarín JT Church, quienes llegaron a la final y lograron convertirse en los ganadores. Formó pareja en año siguiente con la estrella de The Bachelorette, Hannah Brown, para la temporada 28; ellos lograron llegar hasta la final y ser en los ganadores de la competencia. Para la temporada 29 fue emparejado con la actriz de Disney Channel, Skai Jackson, ambos llegando a la semifinal y ubicándose en el quinto puesto.
En la temporada 30 tuvo como pareja a la copresentadora de The Talk, Amanda Kloots; la pareja logró llegar hasta la final de la temporada y finalizar en el cuarto puesto. Para la temporada 31 formó pareja con la cantante de country Jessie James Decker, siendo eliminados en la sexta semana y quedando en el décimo puesto. Tuvo como pareja en la temporada 32 a la actriz de Zoey 101 y cantante, Jamie Lynn Spears, con quien fue eliminado en la segunda semana de competencia.
| Temporada                                        | Pareja              | Puesto | Promedio |
| ------------------------------------------------ | ------------------- | ------ | -------- |
| 25                                               | Debbie Gibson       | 12.º   | 19.33    |
| 26                                               | Mirai Nagasu        | 4.º    | 25.75    |
| 27                                               | Alexis Ren          | 4.º    | 26.43    |
| 28                                               | Hannah Brown        | 1.º    | 25.60    |
| 29                                               | Skai Jackson        | 5.º    | 23.64    |
| 30                                               | Amanda Kloots       | 4.º    | 26.94*   |
| 31                                               | Jessie James Decker | 10.º   | 20.89*   |
| 32                                               | Jamie Lynn Spears   | 13.º   | 15.50    |
| 33                                               | Ilona Maher         | 2.º    | 24.71    |
| * Promedios ajustados a una escala de 30 puntos. |                     |        |          |

- Temporada 25 con Debbie Gibson

| Semana | Baile / Canción               | Puntajes de los jueces | Puntajes de los jueces | Puntajes de los jueces | Resultado       |
| Semana | Baile / Canción               | C. I.                  | L. G.                  | B. T.                  | Resultado       |
| ------ | ----------------------------- | ---------------------- | ---------------------- | ---------------------- | --------------- |
| 1      | Foxtrot / «Lost in Your Eyes» | 6                      | 5                      | 6                      | Sin eliminación |
| 2      | Quickstep / «This Is My Time» | 7                      | 6                      | 7                      | Salvados        |
| 2      | Tango argentino / «Havana»    | 7                      | 7                      | 7                      | Eliminados      |

- Temporada 26 con Mirai Nagasu

| Semana                                                                                             | Baile / Canción                        | Puntajes de los jueces | Puntajes de los jueces | Puntajes de los jueces | Resultado  |
| Semana                                                                                             | Baile / Canción                        | C. I.                  | L. G.                  | B. T.                  | Resultado  |
| -------------------------------------------------------------------------------------------------- | -------------------------------------- | ---------------------- | ---------------------- | ---------------------- | ---------- |
| 1                                                                                                  | Salsa / «No Excuses»                   | 7                      | 8                      | 8                      | Salvados   |
| 2                                                                                                  | Foxtrot / «It's a Small World»         | 9/101                  | 9                      | 9                      | Salvados   |
| 2                                                                                                  | Freestyle en equipo / «Instant Replay» | 9/101                  | 9                      | 9                      | Salvados   |
| 3 (Semifinal)                                                                                      | Quickstep / «BO$$»                     | 9/92                   | 8                      | 9                      | Eliminados |
| 3 (Semifinal)                                                                                      | Duelo de Jive / «Johnny B. Goode»      | Sin puntos extras      | Sin puntos extras      | Sin puntos extras      | Eliminados |
| 1Puntaje dado por el juez invitado Rashad Jennings. 2Puntaje dado por el juez invitado David Ross. |                                        |                        |                        |                        |            |

- Temporada 27 con Alexis Ren

| Semana        | Baile / Canción                                        | Puntajes de los jueces | Puntajes de los jueces | Puntajes de los jueces | Resultado        |
| Semana        | Baile / Canción                                        | C. I.                  | L. G.                  | B. T.                  | Resultado        |
| ------------- | ------------------------------------------------------ | ---------------------- | ---------------------- | ---------------------- | ---------------- |
| 1             | Jive / «Good Golly, Miss Molly»                        | 7                      | 7                      | 7                      | Cinco últimos    |
| 1             | Jive / «Shake the Room»                                | 7                      | 8                      | 8                      | Salvados         |
| 2             | Tango argentino / «Swan Lake Suite»                    | 8                      | 9                      | 8                      | Salvados         |
| 2             | Salsa / «Booty»                                        | 8                      | 8                      | 8                      | Salvados         |
| 3             | Contemporáneo / «How to Save a Life»                   | 9                      | 8                      | 9                      | Salvados         |
| 4             | Tango en trío / «Move Your Body»                       | 8                      | 8                      | 9                      | Salvados         |
| 5             | Foxtrot / «Just Around the Riverbend»                  | 10                     | 9                      | 10                     | Últimos salvados |
| 6             | Jazz / «Candyman»                                      | 9                      | 9                      | 9                      | Últimos salvados |
| 7             | Samba / «Ladies in the ’90s»                           | 9                      | 10                     | 10                     | Salvados         |
| 7             | Freestyle en equipo / «Country Girl (Shake It for Me)» | 9                      | 8                      | 9                      | Salvados         |
| 8 (Semifinal) | Vals / «Water»                                         | 9                      | 9                      | 10                     | Últimos salvados |
| 8 (Semifinal) | Jive / «Yes»                                           | 10                     | 10                     | 10                     | Últimos salvados |
| 9 (Final)     | Tango argentino / «Swan Lake Suite»                    | 9                      | 9                      | 9                      | Eliminados       |
| 9 (Final)     | Freestyle / «Head Above Water»                         | 10                     | 10                     | 10                     | Eliminados       |

- Temporada 28 con Hannah Brown

| Semana                                                                                          | Baile / Canción                                          | Puntajes de los jueces | Puntajes de los jueces | Puntajes de los jueces | Resultado       |
| Semana                                                                                          | Baile / Canción                                          | C. I.                  | L. G.                  | B. T.                  | Resultado       |
| ----------------------------------------------------------------------------------------------- | -------------------------------------------------------- | ---------------------- | ---------------------- | ---------------------- | --------------- |
| 1                                                                                               | Chachachá / «I Wanna Dance with Somebody (Who Loves Me)» | 7                      | 7                      | 6                      | Sin eliminación |
| 2                                                                                               | Vals vienés / «Lover»                                    | 8                      | 8                      | 8                      | Salvados        |
| 3                                                                                               | Rumba / «Hold On»                                        | 7                      | 7                      | 7                      | Salvados        |
| 4                                                                                               | Pasodoble / «I Love It»                                  | 8/81                   | 8                      | 8                      | Salvados        |
| 5                                                                                               | Foxtrot / «A Whole New World»                            | 9                      | 7                      | 9                      | Sin eliminación |
| 6                                                                                               | Samba / «Southbound»                                     | 8                      | 8                      | 8                      | Salvados        |
| 7                                                                                               | Jazz / «Bad Girls»                                       | 8                      | 9                      | 8                      | Salvados        |
| 7                                                                                               | Freestyle en equipo / «Somebody's Watching Me»           | 9                      | 9                      | 9                      | Salvados        |
| 8                                                                                               | Quickstep / «American Girl»                              | 10                     | 9                      | 10                     | Salvados        |
| 8                                                                                               | Duelo de Salsa / «Rhythm Is Gonna Get You»               | 2 puntos extras        | 2 puntos extras        | 2 puntos extras        | Salvados        |
| 9                                                                                               | Salsa / «No Scrubs»                                      | 8                      | 8/82                   | 8                      | Salvados        |
| 9                                                                                               | Tango / «Boy with Luv»                                   | 10                     | 9/102                  | 10                     | Salvados        |
| 10 (Semifinal)                                                                                  | Rumba / «Dancing with a Stranger»                        | 9                      | 9                      | 8                      | Salvados        |
| 10 (Semifinal)                                                                                  | Contemporáneo / «Lose You to Love Me»                    | 9                      | 9                      | 9                      | Salvados        |
| 11 (Final)                                                                                      | Vals vienés / «Lover»                                    | 10                     | 9                      | 9                      | Ganadores       |
| 11 (Final)                                                                                      | Freestyle / «Girl on Fire» & «Hollaback Girl»            | 10                     | 10                     | 10                     | Ganadores       |
| 1Puntaje dado por la juez invitada Leah Remini. 2Puntaje dado por el juez invitado Joey Fatone. |                                                          |                        |                        |                        |                 |

- Temporada 29 con Skai Jackson

| Semana         | Baile / Canción                         | Puntajes de los jueces | Puntajes de los jueces | Puntajes de los jueces | Resultado       |
| Semana         | Baile / Canción                         | C. I.                  | D. H.                  | B. T.                  | Resultado       |
| -------------- | --------------------------------------- | ---------------------- | ---------------------- | ---------------------- | --------------- |
| 1              | Tango / «Super Bass»                    | 7                      | 7                      | 7                      | Sin eliminación |
| 2              | Samba / «Miss Independent»              | 5                      | 5                      | 5                      | Salvados        |
| 3              | Jive / «Almost There»                   | 6                      | 6                      | 6                      | Salvados        |
| 4              | Foxtrot / «Ordinary People»             | 10                     | 9                      | 9                      | Salvados        |
| 5              | Jazz / «The Power of Love»              | 8                      | 8                      | 8                      | Salvados        |
| 6              | Chachachá / «Say So»                    | 6                      | 6                      | 6                      | Salvados        |
| 7              | Tango argentino / «Everything I Wanted» | 9                      | 9                      | 9                      | Salvados        |
| 8              | Salsa / «Work It»                       | 8                      | 9                      | 8                      | Dos últimos     |
| 8              | Relevo de Samba / «Levitating»          | 2 puntos extras        | 2 puntos extras        | 2 puntos extras        | Dos últimos     |
| 9              | Pasodoble / «If»                        | 9                      | 9                      | 9                      | Salvados        |
| 9              | Duelo de Salsa / «The Cup of Life»      | 2 puntos extras        | 2 puntos extras        | 2 puntos extras        | Salvados        |
| 10 (Semifinal) | Chachachá / «Move Your Feet»            | 9                      | 9                      | 9                      | Eliminados      |
| 10 (Semifinal) | Vals vienés / «Lonely»                  | 10                     | 10                     | 10                     | Eliminados      |

- Temporada 30 con Amanda Kloots

| Semana                                                                     | Baile / Canción                                           | Puntajes de los jueces | Puntajes de los jueces | Puntajes de los jueces | Puntajes de los jueces | Resultado       |
| Semana                                                                     | Baile / Canción                                           | C. I.                  | L. G.                  | D. H.                  | B. T.                  | Resultado       |
| -------------------------------------------------------------------------- | --------------------------------------------------------- | ---------------------- | ---------------------- | ---------------------- | ---------------------- | --------------- |
| 1                                                                          | Tango / «Dance Again»                                     | 7                      | 7                      | 7                      | 7                      | Sin eliminación |
| 2                                                                          | Foxtrot / «It Had to Be You»                              | 8                      | 8                      | 8                      | 8                      | Salvados        |
| 3                                                                          | Chachachá / «Circus»                                      | 8                      | 8                      | —                      | 8                      | Salvados        |
| 4                                                                          | Rumba / «You'll Be in My Heart»                           | 8                      | 8                      | 8                      | 8                      | Salvados        |
| 4                                                                          | Pasodoble / «Call Me Cruella»                             | 9                      | 9                      | 9                      | 9                      | Salvados        |
| 5                                                                          | Vals vienés / «Beauty School Dropout»                     | 10                     | 10                     | 9                      | 10                     | Salvados        |
| 6                                                                          | Tango argentino / «Paint It, Black»                       | 9                      | 9                      | 10                     | 10                     | Salvados        |
| 7                                                                          | Jive / «Don't Stop Me Now»                                | 8                      | 8                      | 8                      | 9                      | Salvados        |
| 7                                                                          | Relevo de Vals vienés / «We Are the Champions»            | 1 punto extra          | 1 punto extra          | 1 punto extra          | 1 punto extra          | Salvados        |
| 8                                                                          | Jazz / «Miss You Much»                                    | 10                     | 10                     | 10                     | 10                     | Salvados        |
| 8                                                                          | Duelo de Chachachá / «Together Again»                     | 2 puntos extras        | 2 puntos extras        | 2 puntos extras        | 2 puntos extras        | Salvados        |
| 9 (Semifinal)                                                              | Tango / «Titanium»                                        | 9                      | 10                     | 10                     | 10                     | Tres últimos    |
| 9 (Semifinal)                                                              | Contemporáneo / «Live Your Life»                          | 10                     | 10                     | 10                     | 10                     | Tres últimos    |
| 10 (Final)                                                                 | Fusión de Vals vienés & Pasodoble / «Never Tear Us Apart» | 9                      | 10                     | 91                     | 10                     | Eliminados      |
| 10 (Final)                                                                 | Freestyle / «A Sky Full of Stars»                         | 10                     | 10                     | 101                    | 10                     | Eliminados      |
| 1Puntaje dado por la juez invitada Julianne Hough en lugar de Derek Hough. |                                                           |                        |                        |                        |                        |                 |

- Temporada 31 con Jessie James Decker

| Semana                                            | Baile / Canción                                                     | Puntajes de los jueces | Puntajes de los jueces | Puntajes de los jueces | Puntajes de los jueces | Resultado  |
| Semana                                            | Baile / Canción                                                     | C. I.                  | L. G.                  | D. H.                  | B. T.                  | Resultado  |
| ------------------------------------------------- | ------------------------------------------------------------------- | ---------------------- | ---------------------- | ---------------------- | ---------------------- | ---------- |
| 1                                                 | Chachachá / «Sweet Home Alabama»                                    | 5                      | 5                      | 5                      | 5                      | Salvados   |
| 2                                                 | Foxtrot / «Trouble»                                                 | 7                      | 6                      | 6                      | 6                      | Salvados   |
| 3                                                 | Rumba / «Goldfinger»                                                | 6                      | 6                      | 7                      | 7                      | Salvados   |
| 4                                                 | Jive / «One Way or Another»                                         | 8                      | 7                      | 8                      | 8                      | Salvados   |
| 5                                                 | Tango / «Blue Jeans»                                                | 7                      | 7                      | 8                      | 7                      | Salvados   |
| 5                                                 | Vals vienés / «Breakaway»                                           | 8                      | 8                      | 8                      | 8                      | Salvados   |
| 5                                                 | Maratón de Hustle & Lindy hop / «Hot Stuff» & «Jump, Jive an' Wail» | 11 puntos extras       | 11 puntos extras       | 11 puntos extras       | 11 puntos extras       | Salvados   |
| 6                                                 | Salsa / «Come Dance with M»                                         | 8                      | 8/91                   | 8                      | 8                      | Eliminados |
| 1Puntaje dado por el juez invitado Michael Bublé. |                                                                     |                        |                        |                        |                        |            |

- Temporada 32 con Jamie Lynn Spears

| Semana | Baile / Canción                               | Puntajes de los jueces | Puntajes de los jueces | Puntajes de los jueces | Resultado  |
| Semana | Baile / Canción                               | C. I.                  | D. H.                  | B. T.                  | Resultado  |
| ------ | --------------------------------------------- | ---------------------- | ---------------------- | ---------------------- | ---------- |
| 1      | Tango / «Don't Call Me Up (Zac Samuel Remix)» | 5                      | 5                      | 5                      | Salvados   |
| 2      | Chachachá / «Shake Señora»                    | 6                      | 5                      | 5                      | Eliminados |

## Vida personal
Bersten tuvo una relación con la modelo Alexis Ren, quien fue su pareja de baile en la temporada 27 de Dancing with the Stars. Terminaron su relación semanas después de acabada la temporada.